# 千原ジュニアのヘベレケ
『千原ジュニアのヘベレケ』（ちはらジュニアのヘベレケ）は、MCの千原ジュニアがゲストと名古屋の居酒屋を紹介するバラエティ番組。東海テレビの名古屋深夜ローカル枠に不定期放送されている。2021年4月より月1回のレギュラーとなり、さらに2022年7月から週1回となった。

## 概要
千原ジュニアとアシスタントが、名古屋の居酒屋を実際に飲酒・飲食しつつゲストとトークする。
居酒屋を回る毎に「ヘベレケ仲間（ゲスト）」が増えていく。途中レポーターによる居酒屋情報「ヘベレケなび」のコーナーを挟みつつ番組が進行する。最終的に3軒回ってヘベレケ状態になったMCとアシスタントがロケを振り返ったオープニングを撮影する。通常回のゲストは「男性お笑い芸人」→「女性芸能人」→「文化人」の順で登場する。
番組アシスタントは当初固定されていなかったが、高橋真麻が他の仕事をキャンセルしてでも当番組の収録を優先するほどの熱意を示したため、3回目より30回目まで高橋真麻が継続してアシスタントを務めていた。番組では「2軒目の真麻」と呼ばれ、2組目の女性ゲストのトーク内容に厳しいダメ出しをするため、泣かされた女性ゲストが2名存在する。2019年12月に妊娠を発表し、飲酒がメインの当番組を降板した。その後も「御大」という呼称で話題になることも多く、2021年5月1日の放送回でゲスト復帰した。
高橋真麻以降のアシスタントは、主に高田秋が務めるが、レギュラー固定はされておらず、常にアシスタント希望の女性芸能人の挑戦を受ける状態が続いている。
「ヘベレケなび」は名古屋のセンベロ（千円でベロベロになれるお得なセットメニュー）店をメインに、
芸人ナビゲーターが、飲み歩きながら紹介するコーナーで、前番組の『有吉弘行のヘベレケ』から幾多の降板の危機を乗り越えてスギちゃんが務めていたが、2018年の秋からナビゲーターが放送回により変更されるようになった。
全国区のお笑い芸人の“ローカル回帰”の注目番組として『新春テレビ放談2015』（NHK）でも話題にもなった。
MC千原ジュニアは、2015年10月23日分のロケ収録直後の9月28日に結婚を発表したが、番組のトークはおろかスタッフにも極秘だったため、後日楽屋に当番組の取材を受け、スタッフに謝罪することになった。
アシスタントの高橋真麻も、2019年1月2日放送分のロケ収録後の2018年12月22日に入籍したが、番組内でそれとなく結婚することを匂わせており、2018年12月30日放送分の後日のインサート取材で、番組・出演者に配慮したと語っている。
2021年3月27日の放送で2021年4月より月1回の放送になる事が発表された。が4月25日に新型コロナウイルス感染症の感染拡大伴い、愛知県に緊急事態宣言発令され飲食店に対し酒類提供終日自粛要請が出ているため5月の放送を休止した。また8。9月の放送も同様の理由で休止した。
2022年7月5日（6日）の放送から週1回水曜 0:25 - 0:55（火曜深夜枠）での毎週のレギュラー放送になり、ヘベレケなびは月に1回程度の放送、女性アシスタント廃止からの、月替わりの芸人アシスタントの起用、1日のロケを4分割放送等、大幅なリニューアルを行った。
2023年4月7日（6日深夜）の放送から週1回金曜 0:25 - 0:55（木曜深夜枠）に枠移動された。
パイロット版は有吉弘行がMCを務めており番組名も『有吉弘行のヘベレケ』だった。レギュラー放送前の放送形式だった酩酊状態のOP撮影・3組のゲスト・ヘベレケナビ等の番組の構成は、パイロット版から引き継がれていた。本項では当番組についても記載する。

## 出演者
MC
- 千原ジュニア

アシスタント
- 高田秋 - #33–36、#38–46、#48–
- 鷲見玲奈 - #37
- 須田亜香里 - #32
- 菊地亜美 - #31
- 高橋真麻 - #3–30、#47
- 中村アン - #1・2

ヘベレケナビ（レポーター）
- JP - #51–
- 古賀シュウ - #44–47
- むらせ - #40–43、#48–50
- ホリ - #36–39
- 山本高広 - #35
- 斉藤真木子、古畑奈和（SKE48） - #34
- 沙羅  - #32
- 岩井ジョニ男 - #30–33
- 尾形貴弘（パンサー）- #28・29
- 岡井千聖 - #27
- 神奈月 - #25・26
- 永野 - #13
- 流れ星 - #8
- やしろ優 - #3
- スギちゃん - #1・2、#4–7、#9–24

## 放送リスト
※ゲストは登場順に記載。
| 有吉弘行のヘベレケ | 有吉弘行のヘベレケ | 有吉弘行のヘベレケ | 有吉弘行のヘベレケ | 有吉弘行のヘベレケ | 有吉弘行のヘベレケ                                     | 有吉弘行のヘベレケ |
| 回数               | 初回放送日         | 放送時間           | アシスタント       | レポーター         | ゲスト出演者                                           | 備考               |
| ------------------ | ------------------ | ------------------ | ------------------ | ------------------ | ------------------------------------------------------ | ------------------ |
| #1                 | 2012年7月23日      | 0:40 – 1:35        | 石川梨華           | 神奈月             | 狩野英孝、吉木りさ、西村賢太                           |                    |
| #2                 | 2012年12月31日     | 0:40 – 1:35        | 南明奈             | スギちゃん         | 狩野英孝、小島よしお、Ami（当時Dream/E-girls）、吉田豪 |                    |

| 千原ジュニアのヘベレケ（3か月に1回時代） | 千原ジュニアのヘベレケ（3か月に1回時代） | 千原ジュニアのヘベレケ（3か月に1回時代） | 千原ジュニアのヘベレケ（3か月に1回時代） | 千原ジュニアのヘベレケ（3か月に1回時代） | 千原ジュニアのヘベレケ（3か月に1回時代）                                                                                  | 千原ジュニアのヘベレケ（3か月に1回時代） |
| 回数                                     | 初回放送日                               | 放送時間                                 | アシスタント                             | レポーター                               | ゲスト出演者 | 備考                                     |
| ---------------------------------------- | ---------------------------------------- | ---------------------------------------- | ---------------------------------------- | ---------------------------------------- | --- | ---------------------------------------- |
| #1                                       | 2013年7月15日                            | 0:40 – 1:35                              | 中村アン                                 | スギちゃん                               | キンタロー。、坂上忍、保田圭                                                                                              |                                          |
| #2                                       | 2013年10月28日                           | 0:40 – 1:35                              | 中村アン                                 | スギちゃん                               | 高橋真麻、高橋茂雄（サバンナ）、蛭子能収                                                                                  |                                          |
| #3                                       | 2013年12月30日                           | 0:40 – 1:35                              | 高橋真麻                                 | やしろ優                                 | 陣内智則、加賀美セイラ、井上公造                                                                                          |                                          |
| #4                                       | 2014年3月25日                            | 0:50 – 1:45                              | 高橋真麻                                 | スギちゃん                               | 坂上忍、おのののか、中村アン、三又又三                                                                                    |                                          |
| #5                                       | 2014年7月19日                            | 1:00 – 1:55                              | 高橋真麻                                 | スギちゃん                               | 博多大吉（博多華丸・大吉）、手島優、仁科克基                                                                              |                                          |
| #6                                       | 2014年10月25日                           | 1:00 – 1:55                              | 高橋真麻                                 | スギちゃん                               | 児嶋一哉（アンジャッシュ）、丸高愛実、堀江貴文                                                                            |                                          |
| #7                                       | 2014年12月29日                           | 0:05 – 1:00                              | 高橋真麻                                 | スギちゃん                               | ロッチ、今井華、岸博幸 |                                          |
| #8                                       | 2015年3月21日                            | 0:05 – 1:00                              | 高橋真麻                                 | 流れ星                                   | 中岡創一（ロッチ）、おのののか、篠原信一、スギちゃん                                                                      |                                          |
| #9                                       | 2015年7月18日                            | 0:50 – 1:45                              | 高橋真麻                                 | スギちゃん                               | 井戸田潤（スピードワゴン）、古閑美保、GENKING                                                                             |                                          |
| #10                                      | 2015年10月24日                           | 0:50 – 1:45                              | 高橋真麻                                 | スギちゃん                               | 鈴木拓（ドランクドラゴン）、菊地亜美、羽田圭介                                                                            |                                          |
| #11                                      | 2015年12月28日                           | 23:55 – 翌0:50                           | 高橋真麻                                 | スギちゃん                               | ロッチ、中村静香、松尾雄治                                                                                                |                                          |
| #12                                      | 2016年1月2日                             | 0:40 – 1:55                              | 高橋真麻                                 | スギちゃん                               | 吉村崇（平成ノブシコブシ）、篠原信一、橋本マナミ、りゅうちぇる                                                            | 新年会SP                                 |
| #13                                      | 2016年3月26日                            | 1:00 – 1:55                              | 高橋真麻                                 | スギちゃん 永野                          | 小沢一敬（スピードワゴン）、片岡安祐美、東国原英夫                                                                        |                                          |
| #14                                      | 2016年7月16日                            | 1:05 – 2:00                              | 高橋真麻                                 | スギちゃん                               | カンニング竹山（カンニング）、高木里代子、宇多丸（ライムスター）                                                          |                                          |
| #15                                      | 2016年10月22日                           | 1:00 – 1:55                              | 高橋真麻                                 | スギちゃん                               | 品川祐（品川庄司）、朝比奈彩、桑野信義                                                                                    |                                          |
| #16                                      | 2016年12月30日                           | 0:25 – 1:20                              | 高橋真麻                                 | スギちゃん                               | 遠藤章造（ココリコ）、大川藍、栄和人                                                                                      |                                          |
| #17                                      | 2017年1月2日                             | 0:20 – 1:15                              | 高橋真麻                                 | スギちゃん                               | 三四郎、いとうあさこ、滝沢カレン、島田秀平                                                                                | 新年会SP                                 |
| #18                                      | 2017年3月25日                            | 1:00 – 1:55                              | 高橋真麻                                 | スギちゃん                               | 岩尾望（フットボールアワー）、RENA、武藤敬司                                                                              |                                          |
| #19                                      | 2017年6月24日                            | 1:00 – 1:55                              | 高橋真麻                                 | スギちゃん                               | 松村香織（当時SKE48）、光浦靖子（オアシズ）、相田翔子                                                                     |                                          |
| #20                                      | 2017年9月23日                            | 1:05 – 2:00                              | 高橋真麻                                 | スギちゃん                               | 田中卓志（アンガールズ）、矢口真里、鈴木涼美                                                                              |                                          |
| #21                                      | 2017年12月31日                           | 0:35 – 1:30                              | 高橋真麻                                 | スギちゃん                               | 狩野英孝、岡井千聖、池内博之、鈴木拓（ドランクドラゴン） ※新年会から・須田亜香里・大場美奈（当時SKE48）、レイザーラモンRG | 忘年会SP                                 |
| #22                                      | 2018年1月2日                             | 0:40 – 1:35                              | 高橋真麻                                 | スギちゃん                               | 狩野英孝、岡井千聖、池内博之、鈴木拓（ドランクドラゴン） ※新年会から・須田亜香里・大場美奈（当時SKE48）、レイザーラモンRG | 新年会SP                                 |
| #23                                      | 2018年3月31日                            | 1:00 – 1:55                              | 高橋真麻                                 | スギちゃん                               | FUJIWARA、大島由香里、温水洋一                                                                                            |                                          |
| #24                                      | 2018年6月30日                            | 1:05 – 2:00                              | 高橋真麻                                 | スギちゃん                               | 土田晃之、木下優樹菜、佐藤仁美                                                                                            |                                          |
| #25                                      | 2018年10月6日                            | 1:00 – 1:55                              | 高橋真麻                                 | 神奈月                                   | 大久保佳代子、筧美和子、安東弘樹                                                                                          |                                          |
| #26                                      | 2018年12月31日                           | 0:40 – 1:35                              | 高橋真麻                                 | 神奈月                                   | 菅良太郎・尾形貴弘（パンサー）、西山茉希、テツandトモ                                                                     | 忘年会SP                                 |
| #27                                      | 2019年1月2日                             | 23:40 – 翌0:35                           | 高橋真麻                                 | 岡井千聖                                 | ダイアン、最上もが、原口あきまさ、ホリ                                                                                    | 新年会SP                                 |
| #28                                      | 2019年3月30日                            | 1:00 – 1:55                              | 高橋真麻                                 | 尾形貴弘（パンサー ）                    | カミナリ、ゆきぽよ、阿部祐二                                                                                              |                                          |
| #29                                      | 2019年6月29日                            | 1:00 – 1:55                              | 高橋真麻                                 | 尾形貴弘（パンサー ）                    | 石田明・井上裕介（NON STYLE）、朝日奈央、高須幹弥、松村香織                                                               |                                          |
| #30                                      | 2019年9月26日                            | 0:40 – 1:35                              | 高橋真麻                                 | 岩井ジョニ男                             | 宮下草薙、丸山桂里奈、りんごちゃん                                                                                        |                                          |
| #31                                      | 2019年12月31日                           | 0:45 – 1:40                              | 菊地亜美                                 | 岩井ジョニ男                             | アルコ&ピース、えなこ、エンリケ                                                                                           | 忘年会SP                                 |
| #32                                      | 2020年1月2日                             | 23:40 – 翌0:35                           | 須田亜香里（当時SKE48)                   | 岩井ジョニ男 沙羅                        | 渚（尼神インター）、山崎ケイ（相席スタート）、宇垣美里、杉村太蔵                                                          | 新年会SP                                 |
| #33                                      | 2020年3月28日                            | 1:00 – 1:55                              | 高田秋                                   | 岩井ジョニ男                             | ナイツ、馬場ももこ、瀧川鯉斗                                                                                              |                                          |
| #34                                      | 2020年8月1日                             | 0:55 – 1:50                              | 高田秋                                   | 斉藤真木子(SKE48) 古畑奈和(当時SKE48)    | 稲田直樹（アインシュタイン）、マギー審司、ミラクルひかる                                                                  |                                          |
| #35                                      | 2020年9月26日                            | 0:55 – 1:50                              | 高田秋                                   | 山本高広                                 | 薄幸（納言）、 濱家隆一（かまいたち）、五月千和加                                                                         |                                          |
| #36                                      | 2020年12月30日                           | 23:50 – 翌0:45                           | 高田秋                                   | ホリ                                     | 鷲見玲奈、さらば青春の光 、本並健治                                                                                       | 忘年会SP                                 |
| #37                                      | 2021年1月3日                             | 0:40 – 1:35                              | 鷲見玲奈                                 | ホリ                                     | 飯尾和樹（ずん）、瑛茉ジャスミン、宮崎謙介                                                                                | 新年会SP                                 |
| #38                                      | 2021年3月27日                            | 0:55 – 1:50                              | 高田秋                                   | ホリ                                     | コロコロチキチキペッパーズ、NANAMI、古川洋平                                                                              |                                          |

| 千原ジュニアのヘベレケ（1か月に1回時代）                                                           | 千原ジュニアのヘベレケ（1か月に1回時代） | 千原ジュニアのヘベレケ（1か月に1回時代） | 千原ジュニアのヘベレケ（1か月に1回時代） | 千原ジュニアのヘベレケ（1か月に1回時代） | 千原ジュニアのヘベレケ（1か月に1回時代）              | 千原ジュニアのヘベレケ（1か月に1回時代） | 千原ジュニアのヘベレケ（1か月に1回時代） |
| 回数                                                                                               | 初回放送日                               | 放送時間                                 | アシスタント                             | レポーター                               | ゲスト出演者                                          | ナレーション                             | 備考                                     |
| -------------------------------------------------------------------------------------------------- | ---------------------------------------- | ---------------------------------------- | ---------------------------------------- | ---------------------------------------- | ----------------------------------------------------- | ---------------------------------------- | ---------------------------------------- |
| #39                                                                                                | 2021年5月1日                             | 0:55 – 1:50                              | 高田秋                                   | ホリ                                     | ドランクドラゴン、高橋真麻、青木源太                  | 浦口史帆                                 |                                          |
| 5月は新型インフルエンザ等対策特別措置法に基づく酒類提供終日自粛要請期間で番組収録不可につき休止    |                                          |                                          |                                          |                                          |                                                       |                                          |                                          |
| #40                                                                                                | 2021年6月26日                            | 0:55 – 1:50                              | 高田秋                                   | むらせ                                   | 流れ星☆ 、森咲智美、おばたのお兄さん                  | 浦口史帆                                 |                                          |
| #41                                                                                                | 2021年7月17日                            | 0:55 – 1:50                              | 高田秋                                   | むらせ                                   | ラランド 、金子恵美、村上佳菜子                       | 浦口史帆                                 |                                          |
| #42                                                                                                | 2021年7月31日                            | 1:00 – 1:55                              | 高田秋                                   | むらせ                                   | 鬼越トマホーク、市野瀬瞳、川合俊一                    | 速水里彩                                 |                                          |
| 8、9月は新型インフルエンザ等対策特別措置法に基づく酒類提供終日自粛要請期間で番組収録不可につき休止 |                                          |                                          |                                          |                                          |                                                       |                                          |                                          |
| #43                                                                                                | 2021年10月16日                           | 0:55 – 1:50                              | 高田秋                                   | むらせ                                   | 土佐兄弟、清水あいり、神無月                          | 森夏美                                   |                                          |
| #44                                                                                                | 2021年10月30日                           | 0:55 – 1:50                              | 高田秋                                   | 古賀シュウ                               | 空気階段 、椿鬼奴、華原朋美                           | 森夏美                                   |                                          |
| #45                                                                                                | 2021年11月27日                           | 0:55 – 1:50                              | 高田秋                                   | 古賀シュウ                               | フルーツポンチ、井上咲楽、はるな愛                    | 浦口史帆                                 |                                          |
| #46                                                                                                | 2021年12月31日                           | 0:15 – 1:10                              | 高田秋                                   | 古賀シュウ                               | 笑い飯、草野華余子、ほのか                            | 速水里彩                                 | 忘年会SP                                 |
| #47                                                                                                | 2022年1月3日                             | 0:15 – 1:05                              | 高橋真麻                                 | 古賀シュウ                               | 永野 、大島麻衣、TETSUYA （EXILE）、橘ケンチ（EXILE） | 速水里彩                                 | 新年会SP                                 |
| #48                                                                                                | 2022年1月29日                            | 0:55 – 1:50                              | 高田秋                                   | むらせ                                   | ザ・マミィ、トリンドル玲奈、小倉優子                  | 浦口史帆                                 |                                          |
| 2月は放送なし                                                                                      |                                          |                                          |                                          |                                          |                                                       |                                          |                                          |
| #49                                                                                                | 2022年3月26日                            | 0:55 – 1:50                              | 高田秋                                   | むらせ                                   | あばれる君、安田美沙子、横川尚隆                      | 森夏美                                   |                                          |
| #50                                                                                                | 2022年4月1日                             | 0:25 – 1:25                              | 高田秋                                   | むらせ                                   | ハリウッドザコシショウ、でか美ちゃん、JP              | 森夏美                                   |                                          |
| #51                                                                                                | 2022年4月30日                            | 0:55 – 1:50                              | 高田秋                                   | JP                                       | クロちゃん 、峯岸みなみ、橋本梨菜                     | 森夏美                                   |                                          |
| #52                                                                                                | 2022年6月1日                             | 0:25 – 1:20                              | 高田秋                                   | JP                                       | トム・ブラウン 、神部美咲、呂布カルマ                 | 浦口史帆                                 |                                          |
| #53                                                                                                | 2022年6月25日                            | 0:55 – 1:50                              | 高田秋                                   | JP                                       | すゑひろがりず、王林 、野々村友紀子                   | 浦口史帆                                 |                                          |

| 千原ジュニアのヘベレケ（週1回時代） | 千原ジュニアのヘベレケ（週1回時代） | 千原ジュニアのヘベレケ（週1回時代） | 千原ジュニアのヘベレケ（週1回時代）           | 千原ジュニアのヘベレケ（週1回時代）                                                                          | 千原ジュニアのヘベレケ（週1回時代）           | 千原ジュニアのヘベレケ（週1回時代）           |  |
| 回数                                | 初回放送日                          | 放送時間                            | 月アシスタント                                | ゲスト出演者                                                                                                 | ナレーション                                  | 備考                                          |  |
| ----------------------------------- | ----------------------------------- | ----------------------------------- | --------------------------------------------- | --- | --------------------------------------------- | --------------------------------------------- |  |
| #54                                 | 2022年7月6日                        | 0:25 – 0：55                        | 鈴木拓（ドランクドラゴン）                    | モグライダー                                                                                                 | 森夏美                                        |                                               |  |
| #55                                 | 2022年7月13日                       | 0:25 – 0：55                        | 鈴木拓（ドランクドラゴン）                    | モグライダー、貴島明日香                                                                                     | 浦口史帆                                      |                                               |  |
| #56                                 | 2022年7月20日                       | 0:45 – 1：15                        | 鈴木拓（ドランクドラゴン）                    | モグライダー、貴島明日香、オダウエダ                                                                         | 木村悠里                                      |                                               |  |
| #57                                 | 2022年7月27日                       | 0:50 – 1：20                        | 鈴木拓（ドランクドラゴン）                    | モグライダー、貴島明日香、オダウエダ                                                                         | 木村悠里                                      |                                               |  |
| #58                                 | 2022年8月3日                        | 0:25 – 0：55                        | 狩野英孝                                      | 蛙亭 | 森夏美                                        |                                               |  |
| #59                                 | 2022年8月10日                       | 0:25 – 0：55                        | 狩野英孝                                      | 蛙亭、熊切あさ美                                                                                             | 木村 悠里                                     |                                               |  |
| #60                                 | 2022年8月17日                       | 0:25 – 0：55                        | 狩野英孝                                      | 蛙亭、熊切あさ美、やす子                                                                                     | 木村 悠里                                     |                                               |  |
| #61                                 | 2022年8月24日                       | 0:25 – 0：55                        | 狩野英孝                                      | 蛙亭、熊切あさ美、やす子                                                                                     | 木村 悠里                                     |                                               |  |
| #62                                 | 2022年9月7日                        | 0:30 – 1：00                        | 永野                                          | 相席スタート                                                                                                 | 木村 悠里                                     |                                               |  |
| #63                                 | 2022年9月14日                       | 0:30 – 1：00                        | 永野                                          | 相席スタート、久代萌美                                                                                       | 木村 悠里                                     |                                               |  |
| #64                                 | 2022年9月21日                       | 0:30 – 1：00                        | 永野                                          | 相席スタート、久代萌美、岩井ジョニ男                                                                         | 木村 悠里                                     |                                               |  |
| #65                                 | 2022年9月28日                       | 0:30 – 1：00                        | 永野                                          | 相席スタート、久代萌美、岩井ジョニ男                                                                         | 木村 悠里                                     |                                               |  |
| #66                                 | 2022年10月5日                       | 0:25 – 0：55                        | 井戸田潤（スピードワゴン）                    | ラバーガール                                                                                                 | 木村 悠里                                     |                                               |  |
| #67                                 | 2022年10月12日                      | 1:25 – 1：55                        | 井戸田潤（スピードワゴン）                    | ラバーガール、雪平莉左                                                                                       | 木村 悠里                                     |                                               |  |
| #68                                 | 2022年10月19日                      | 0:25 – 0：55                        | 井戸田潤（スピードワゴン）                    | ラバーガール、雪平莉左、街裏ぴんく                                                                           | 木村 悠里                                     |                                               |  |
| #69                                 | 2022年10月26日                      | 1;40 – 2：10                        | 井戸田潤（スピードワゴン）                    | ラバーガール、雪平莉左、街裏ぴんく                                                                           | 木村 悠里                                     |                                               |  |
| #70                                 | 2022年11月2日                       | 0:25 – 0：55                        | 鬼越トマホーク                                | トータルテンボス                                                                                             | 木村 悠里                                     |                                               |  |
| #71                                 | 2022年11月9日                       | 0;30 – 1：00                        | 鬼越トマホーク                                | トータルテンボス、蜂谷晏海                                                                                   | 木村 悠里                                     |                                               |  |
| #72                                 | 2022年11月16日                      | 0:25 – 0：55                        | 鬼越トマホーク                                | トータルテンボス、蜂谷晏海、みなみかわ                                                                       | 木村 悠里                                     |                                               |  |
| #73                                 | 2022年11月23日                      | 1;30 – 2：00                        | 鬼越トマホーク                                | トータルテンボス、蜂谷晏海、みなみかわ                                                                       | 木村 悠里                                     |                                               |  |
| #74                                 | 2022年11月30日                      | 0:30 – 1：00                        | 永野                                          | きつね | 角倉英里子                                    |                                               |  |
| #75                                 | 2022年12月14日                      | 0:30 – 1：00                        | 永野                                          | きつね、村重杏奈                                                                                             | 木村 悠里                                     |                                               |  |
| #76                                 | 2022年12月21日                      | 0:25 – 0：55                        | 永野                                          | きつね、村重杏奈、お見送り芸人しんいち                                                                       | 木村 悠里                                     |                                               |  |
| #77                                 | 2022年12月28日                      | 0:25 – 0：55                        | 永野                                          | きつね、村重杏奈、お見送り芸人しんいち                                                                       | 木村 悠里                                     |                                               |  |
| #78                                 | 2023年1月2日                        | 0:40 – 1：35                        | 高田秋                                        | 原口あきまさ、JP、キンタロー、都留拓也（ラパルフェ） レッツゴーよしまさ、HEY!たくちゃん                      | 木村 悠里                                     | 新年会SP                                      |  |
| #79                                 | 2023年1月11日                       | 0:25 – 0：55                        | 小沢一敬 （スピードワゴン）                   | 岡野陽一 | 木村 悠里                                     |                                               |  |
| #80                                 | 2023年1月18日                       | 0:25 – 0：55                        | 小沢一敬 （スピードワゴン）                   | 岡野陽一、野呂佳代                                                                                           | 木村 悠里                                     |                                               |  |
| #81                                 | 2023年1月25日                       | 0:25 – 0：55                        | 小沢一敬 （スピードワゴン）                   | 岡野陽一、野呂佳代、しずる                                                                                   | 木村 悠里                                     |                                               |  |
| #82                                 | 2023年2月1日                        | 0:25 – 0：55                        | 小沢一敬 （スピードワゴン）                   | 岡野陽一、野呂佳代、しずる                                                                                   | 木村 悠里                                     |                                               |  |
| #83                                 | 2023年2月8日                        | 0:25 – 0：55                        | 中岡創一（ロッチ）                            | ウエストランド                                                                                               | 木村 悠里                                     |                                               |  |
| #84                                 | 2023年2月15日                       | 0:25 – 0：55                        | 中岡創一（ロッチ）                            | ウエストランド、桃月なしこ                                                                                   | 木村 悠里                                     |                                               |  |
| #85                                 | 2023年2月22日                       | 0:25 – 0：55                        | 中岡創一（ロッチ）                            | ウエストランド、桃月なしこ、水谷隼                                                                           | 木村 悠里                                     |                                               |  |
| #86                                 | 2023年3月1日                        | 0:25 – 0：55                        | 中岡創一（ロッチ）                            | ウエストランド、桃月なしこ、水谷隼                                                                           | 木村 悠里                                     |                                               |  |
| #87                                 | 2023年3月8日                        | 0:30 – 1：00                        | コカドケンタロウ（ロッチ）                    | 東京ホテイソン                                                                                               | 木村 悠里                                     |                                               |  |
| #88                                 | 2023年3月15日                       | 0:25 – 0：55                        | コカドケンタロウ（ロッチ）                    | 東京ホテイソン、井口綾子                                                                                     | 木村 悠里                                     |                                               |  |
| #89                                 | 2023年3月22日                       | 0:25 – 0：55                        | コカドケンタロウ（ロッチ）                    | 東京ホテイソン、井口綾子、ZAZY                                                                               | 木村 悠里                                     |                                               |  |
| #90                                 | 2023年3月29日                       | 0:25 – 0：55                        | コカドケンタロウ（ロッチ）                    | 東京ホテイソン、井口綾子、ZAZY                                                                               | 木村 悠里                                     |                                               |  |
| #91                                 | 2023年4月7日                        | 0:30 – 1：00                        | 小宮浩信（三四郎）                            | タイムマシーン3号                                                                                            | 木村 悠里                                     |                                               |  |
| #92                                 | 2023年4月14日                       | 0:25 – 0：55                        | 小宮浩信（三四郎）                            | タイムマシーン3号、西野未姫                                                                                  | 木村 悠里                                     |                                               |  |
| #93                                 | 2023年4月21日                       | 0:25 – 0：55                        | 小宮浩信（三四郎）                            | タイムマシーン3号、西野未姫、丸山ゴンザレス                                                                  | 木村 悠里                                     |                                               |  |
| #94                                 | 2023年4月28日                       | 0:25 – 0：55                        | 小宮浩信（三四郎）                            | タイムマシーン3号、西野未姫、丸山ゴンザレス                                                                  | 木村 悠里                                     |                                               |  |
| #95                                 | 2023年5月5日                        | 0:45 – 1：15                        | クロちゃん （安田大サーカス）                 | なすなかにし                                                                                                 | 木村 悠里                                     |                                               |  |
| #96                                 | 2023年5月19日                       | 0:25 – 0：55                        | クロちゃん （安田大サーカス）                 | なすなかにし、中田花奈                                                                                       | 木村 悠里                                     |                                               |  |
| #97                                 | 2023年5月26日                       | 0:25 – 0：55                        | クロちゃん （安田大サーカス）                 | なすなかにし、中田花奈、田津原理音                                                                           | 木村 悠里                                     |                                               |  |
| #98                                 | 2023年6月2日                        | 0:25 – 0：55                        | クロちゃん （安田大サーカス）                 | なすなかにし、中田花奈、田津原理音                                                                           | 木村 悠里                                     |                                               |  |
| #99                                 | 2023年6月9日                        | 0:25 – 0：55                        | 鈴木拓（ドランクドラゴン）                    | スリムクラブ                                                                                                 | 木村 悠里                                     |                                               |  |
| #100                                | 2023年6月16日                       | 0：40 – 1：10                       | 鈴木拓（ドランクドラゴン）                    | スリムクラブ、坂下千里子                                                                                     | 木村 悠里                                     |                                               |  |
| #101                                | 2023年6月23日                       | 0:25 – 0：55                        | 鈴木拓（ドランクドラゴン）                    | スリムクラブ、坂下千里子、川﨑麻世                                                                           | 木村 悠里                                     |                                               |  |
| #102                                | 2023年6月30日                       | 0:25 – 0：55                        | 鈴木拓（ドランクドラゴン）                    | スリムクラブ、坂下千里子、川﨑麻世                                                                           | 木村 悠里                                     |                                               |  |
| #103                                | 2023年7月7日                        | 0:25 – 0：55                        | 藤本敏史（FUJIWARA）                          | ライス | 木村 悠里                                     |                                               |  |
| #104                                | 2023年7月14日                       | 0:25 – 0：55                        | 藤本敏史（FUJIWARA）                          | ライス、吉住                                                                                                 | 木村 悠里                                     |                                               |  |
| #105                                | 2023年7月21日                       | 0:40 – 1：10                        | 藤本敏史（FUJIWARA）                          | ライス、吉住、ギャロップ                                                                                     | 木村 悠里                                     |                                               |  |
| #106                                | 2023年7月28日                       | 0:25 – 0：55                        | 藤本敏史（FUJIWARA）                          | ライス、吉住、ギャロップ                                                                                     | 木村 悠里                                     |                                               |  |
| #107                                | 2023年8月4日                        | 0:25 – 0：55                        | 草薙航基（宮下草薙）                          | ゾフィー | 木村 悠里                                     |                                               |  |
| #108                                | 2023年8月11日                       | 0:25 – 0：55                        | 草薙航基（宮下草薙）                          | ゾフィー、茂木忍（当時AKB48）                                                                                | 木村 悠里                                     |                                               |  |
| #109                                | 2023年8月18日                       | 0:25 – 0：55                        | 草薙航基（宮下草薙）                          | ゾフィー、茂木忍（当時AKB48）、マシンガンズ                                                                  | 木村 悠里                                     |                                               |  |
| #110                                | 2023年8月25日                       | 0:25 – 0：55                        | 草薙航基（宮下草薙）                          | ゾフィー、茂木忍（当時AKB48）、マシンガンズ                                                                  | 木村 悠里                                     |                                               |  |
| #111                                | 2023年9月1日                        | 0:25 – 0：55                        | 岡野陽一                                      | ビスケットブラザーズ                                                                                         | 木村 悠里                                     |                                               |  |
| #112                                | 2023年9月8日                        | 0:40 – 1：10                        | 岡野陽一                                      | ビスケットブラザーズ、岡田紗佳                                                                               | 木村 悠里                                     |                                               |  |
| #113                                | 2023年9月15日                       | 0:40 – 1：10                        | 岡野陽一                                      | ビスケットブラザーズ、岡田紗佳、山崎裕太                                                                     | 木村 悠里                                     |                                               |  |
| #114                                | 2023年9月22日                       | 0:30 – 1：00                        | 岡野陽一                                      | ビスケットブラザーズ、岡田紗佳、山崎裕太                                                                     | 木村 悠里                                     |                                               |  |
| #115                                | 2023年10月6日                       | 0:25 – 0：55                        | 山添寛（相席スタート）                        | どぶろっく                                                                                                   | 木村 悠里                                     |                                               |  |
| #116                                | 2023年10月13日                      | 0:45 – 1：15                        | 山添寛（相席スタート）                        | どぶろっく、たけうちほのか                                                                                   | 木村 悠里                                     |                                               |  |
| #117                                | 2023年10月20日                      | 0:25 – 0：55                        | 山添寛（相席スタート）                        | どぶろっく、たけうちほのか、大倉士門                                                                         | 木村 悠里                                     |                                               |  |
| #118                                | 2023年10月27日                      | 0:25 – 0：55                        | 山添寛（相席スタート）                        | どぶろっく、たけうちほのか、大倉士門                                                                         | 木村 悠里                                     |                                               |  |
| #119                                | 2023年11月3日                       | 0:25 – 0：55                        | ニシダ （ラランド）                           | きしたかの                                                                                                   | 木村 悠里                                     |                                               |  |
| #120                                | 2023年11月10日                      | 0:25 – 0：55                        | ニシダ （ラランド）                           | きしたかの、原沙知絵                                                                                         | 木村 悠里                                     |                                               |  |
| #121                                | 2023年11月17日                      | 0:25 – 0：55                        | ニシダ （ラランド）                           | きしたかの、原沙知絵、蓮見翔（ダウ90000）                                                                    | 木村 悠里                                     |                                               |  |
| #122                                | 2023年12月1日                       | 0:25 – 0：55                        | ニシダ （ラランド）                           | きしたかの、原沙知絵、蓮見翔（ダウ90000）                                                                    | 木村 悠里                                     |                                               |  |
| #123                                | 2023年12月8日                       | 0:25 – 0：55                        | 山本浩司（タイムマシーン3号）                 | 囲碁将棋 | 木村 悠里                                     |                                               |  |
| #124                                | 2023年12月15日                      | 0:35 – 1：05                        | 山本浩司（タイムマシーン3号）                 | 囲碁将棋、堀未央奈                                                                                           | 木村 悠里                                     |                                               |  |
| #125                                | 2023年12月22日                      | 0:40 – 1：10                        | 山本浩司（タイムマシーン3号）                 | 囲碁将棋、堀未央奈、ラブレターズ                                                                             | 木村 悠里                                     |                                               |  |
| #126                                | 2023年12月28日                      | 20:55 – 翌0：25                     | 山本浩司（タイムマシーン3号）                 | 囲碁将棋、堀未央奈、ラブレターズ                                                                             | 木村 悠里                                     |                                               |  |
| #127                                | 2024年1月3日                        | 0:00 – 0：55                        | 原口あきまさ                                  | 神無月、ホリ、みかん、ジョニー志村 たむたむ、沙羅、ねんねん（ひよしなかよし）                                | 木村 悠里                                     | 新年会SP                                      |  |
| #128                                | 2024年1月12日                       | 0:25 – 0：55                        | チェだぜ!斉藤                                 | トレンディエンジェル                                                                                         | 木村 悠里                                     |                                               |  |
| #129                                | 2024年1月19日                       | 0:40 – 1：10                        | チェだぜ!斉藤                                 | トレンディエンジェル、白河れい、                                                                             | 木村 悠里                                     |                                               |  |
| #130                                | 2024年1月25日                       | 0:25 – 0：55                        | チェだぜ!斉藤                                 | トレンディエンジェル、白河れい、勝俣州和                                                                     | 木村 悠里                                     |                                               |  |
| #131                                | 2024年2月2日                        | 0:25 – 0：55                        | チェだぜ!斉藤                                 | トレンディエンジェル、白河れい、勝俣州和                                                                     | 木村 悠里                                     |                                               |  |
| #132                                | 2024年2月9日                        | 0:25 – 0：55                        | 相田周二（三四郎）                            | ヤーレンズ                                                                                                   | 木村 悠里                                     |                                               |  |
| #133                                | 2024年2月16日                       | 0:25 – 0：55                        | 相田周二（三四郎）                            | ヤーレンズ、横山由依                                                                                         | 木村 悠里                                     |                                               |  |
| #134                                | 2024年2月23日                       | 0:25 – 0：55                        | 相田周二（三四郎）                            | ヤーレンズ、横山由依、ジグザグジギー                                                                         | 木村 悠里                                     |                                               |  |
| #135                                | 2024年3月1日                        | 0:25 – 0：55                        | 相田周二（三四郎）                            | ヤーレンズ、横山由依、ジグザグジギー                                                                         | 木村 悠里                                     |                                               |  |
| #136                                | 2024年3月8日                        | 0:30 – 1：00                        | お見送り芸人しんいち                          | Aマッソ | 木村 悠里                                     |                                               |  |
| #137                                | 2024年3月15日                       | 0:25 – 0：55                        | お見送り芸人しんいち                          | Aマッソ、ちゃんぴおんず                                                                                      | 木村 悠里                                     |                                               |  |
| #138                                | 2024年3月22日                       | 0:25 – 0：55                        | お見送り芸人しんいち                          | Aマッソ、ちゃんぴおんず、あぁ〜しらき                                                                        | 木村 悠里                                     |                                               |  |
| #139                                | 2024年3月29日                       | 0:25 – 0：55                        | お見送り芸人しんいち                          | Aマッソ、ちゃんぴおんず、 あぁ〜しらき                                                                       | 木村 悠里                                     |                                               |  |
| #140                                | 2024年3月31日（日）                 | 0:05 – 1：00                        | 大久保佳代子（オアシズ)                       | 小木博明（おぎやはぎ)、松村沙友理、伊集院光                                                                  | 木村 悠里                                     | 豪華芸能人と酩酊トークSP（全国ネット）        |  |
| #141                                | 2024年4月5日                        | 0:25 – 0：55                        | 文田大介（囲碁将棋）                          | シシガシラ                                                                                                   | 木村 悠里                                     |                                               |  |
| #142                                | 2024年4月12日                       | 0:40 – 1：10                        | 文田大介（囲碁将棋）                          | シシガシラ、森香澄                                                                                           | 木村 悠里                                     |                                               |  |
| #143                                | 2024年4月19日                       | 0:25 – 0：55                        | 文田大介（囲碁将棋）                          | シシガシラ、森香澄、こたけ正義感                                                                             | 木村 悠里                                     |                                               |  |
| #144                                | 2024年4月26日                       | 0:25 – 0：55                        | 文田大介（囲碁将棋）                          | シシガシラ、森香澄、こたけ正義感                                                                             | 木村 悠里                                     |                                               |  |
| #145                                | 2024年5月10日                       | 0:25 – 0：55                        | 日本一おもしろい大崎（ちゃんぴおんず）        | すがちゃん最高No.1（ぱーてぃーちゃん）、                                                                     | 木村 悠里                                     |                                               |  |
| #146                                | 2024年5月17日                       | 0:25 – 0：55                        | 日本一おもしろい大崎（ちゃんぴおんず）        | すがちゃん最高No.1（ぱーてぃーちゃん）、信子（ぱーてぃーちゃん）、金子きょんちぃ（ぱーてぃーちゃん）         | 木村 悠里                                     |                                               |  |
| #147                                | 2024年5月24日                       | 0:25 – 0：55                        | 日本一おもしろい大崎（ちゃんぴおんず）        | すがちゃん最高No.1（ぱーてぃーちゃん）、信子（ぱーてぃーちゃん）、金子きょんちぃ（ぱーてぃーちゃん）、さや香 | 木村 悠里                                     |                                               |  |
| #148                                | 2024年5月31日                       | 0:25 – 0：55                        | 日本一おもしろい大崎（ちゃんぴおんず）        | すがちゃん最高No.1（ぱーてぃーちゃん）、信子（ぱーてぃーちゃん）、金子きょんちぃ（ぱーてぃーちゃん）、さや香 | 木村 悠里                                     |                                               |  |
| #149                                | 2024年6月7日                        | 0:25 – 0：55                        | 山添寛（相席スタート）                        | マユリカ | 木村 悠里                                     |                                               |  |
| #150                                | 2024年6月14日                       | 0:25 – 0：55                        | 山添寛（相席スタート）                        | マユリカ、ハシヤスメ・アツコ                                                                                 | 木村 悠里                                     |                                               |  |
| #151                                | 2024年6月21日                       | 0:45 – 1：15                        | 山添寛（相席スタート）                        | マユリカ、ハシヤスメ・アツコ、ルシファー吉岡                                                                 | 木村 悠里                                     |                                               |  |
| #152                                | 2024年6月28日                       | 0:45 – 1：15                        | 山添寛（相席スタート）                        | マユリカ、ハシヤスメ・アツコ、ルシファー吉岡                                                                 | 木村 悠里                                     |                                               |  |
| #153                                | 2024年7月5日                        | 0:40 – 1：10                        | サーヤ（ラランド）                            | 板倉俊之（インパルス）                                                                                       | 木村 悠里                                     |                                               |  |
| #154                                | 2024年7月12日                       | 0:25 – 0：55                        | サーヤ（ラランド）                            | 板倉俊之（インパルス）、東雲うみ                                                                             | 木村 悠里                                     |                                               |  |
| #155                                | 2024年7月19日                       | 0:25 – 0：55                        | サーヤ（ラランド）                            | 板倉俊之（インパルス）、東雲うみ、ガクテンソク                                                               | 木村 悠里                                     |                                               |  |
| #156                                | 2024年7月26日                       | 0:25 – 0：55                        | サーヤ（ラランド）                            | 板倉俊之（インパルス）、東雲うみ、ガクテンソク                                                               | 木村 悠里                                     |                                               |  |
| #157                                | 2024年8月16日                       | 0:25 – 0：55                        | 蓮見翔（ダウ90000）                           | レインボー                                                                                                   | 木村 悠里                                     |                                               |  |
| #158                                | 2024年8月23日                       | 0:25 – 0：55                        | 蓮見翔（ダウ90000）                           | レインボー、松井珠理奈                                                                                       | 木村 悠里                                     |                                               |  |
| #159                                | 2024年8月30日                       | 0:25 – 0：55                        | 蓮見翔（ダウ90000）                           | レインボー、松井珠理奈、エルフ                                                                               | 木村 悠里                                     |                                               |  |
| #160                                | 2024年9月6日                        | 0:30 – 1：00                        | 井口浩之（ウエストランド）                    | インディアンス                                                                                               | 木村 悠里                                     |                                               |  |
| #161                                | 2024年9月13日                       | 0:30 – 1：00                        | 井口浩之（ウエストランド）                    | インディアンス、二瓶有加                                                                                     | 木村 悠里                                     |                                               |  |
| #162                                | 2024年9月20日                       | 0:30 – 1：00                        | 井口浩之（ウエストランド）                    | インディアンス、二瓶有加、ななまがり                                                                         | 木村 悠里                                     |                                               |  |
| #163                                | 2024年10月4日                       | 0:40 – 1：10                        | ジャンボたかお（レインボー ）                 | 西村瑞樹（バイきんぐ）                                                                                       | 木村 悠里                                     |                                               |  |
| #164                                | 2024年10月11日                      | 0:25 – 0：55                        | ジャンボたかお（レインボー ）                 | 西村瑞樹（バイきんぐ）、檜山沙耶                                                                             | 木村 悠里                                     |                                               |  |
| #165                                | 2024年10月18日                      | 0:40 – 1：10                        | ジャンボたかお（レインボー ）                 | 西村瑞樹（バイきんぐ）、檜山沙耶、カカロニ                                                                   | 木村 悠里                                     |                                               |  |
| #166                                | 2024年10月25日                      | 0:25 – 0：55                        | ジャンボたかお（レインボー ）                 | 西村瑞樹（バイきんぐ）、檜山沙耶、カカロ二                                                                   | 木村 悠里                                     |                                               |  |
| #167                                | 2024年11月8日                       | 0:25 – 0：55                        | 酒井健太（アルコ&ピース）                     | かもめんたる                                                                                                 | 木村 悠里                                     |                                               |  |
| #168                                | 2024年11月15日                      | 0:25 – 0：55                        | 酒井健太（アルコ&ピース）                     | かもめんたる、松本明子                                                                                       | 木村 悠里                                     |                                               |  |
| #169                                | 2024年11月22日                      | 0:25 – 0：55                        | 酒井健太（アルコ&ピース）                     | かもめんたる、松本明子、や団                                                                                 | 木村 悠里                                     |                                               |  |
| #170                                | 2024年11月29日                      | 0:25 – 0：55                        | 酒井健太（アルコ&ピース）                     | かもめんたる、松本明子、や団                                                                                 | 木村 悠里                                     |                                               |  |
| #171                                | 2024年12月6日                       | 0:25 – 0：55                        | お見送り芸人しんいち                          | ふかわりょう                                                                                                 | 木村 悠里                                     |                                               |  |
| #172                                | 2024年12月13日                      | 0:25 – 0：55                        | お見送り芸人しんいち                          | ふかわりょう、高橋みなみ                                                                                     | 木村 悠里                                     |                                               |  |
| #173                                | 2024年12月20日                      | 0:25 – 0：55                        | お見送り芸人しんいち                          | ふかわりょう、高橋みなみ、サルゴリラ                                                                         | 木村 悠里                                     |                                               |  |
| #174                                | 2024年12月27日                      | 0:45 – 1：15                        | お見送り芸人しんいち                          | ふかわりょう、高橋みなみ、サルゴリラ                                                                         | 木村 悠里                                     |                                               |  |
| #175                                | 2025年1月2日                        | 23:40 –翌 0：35                     | 原口あきまさ                                  | 松村邦洋、坂本冬休み、 兼光タカシ（プラス・マイナス）                                                        | 木村 悠里                                     | 新年会SP                                      |  |
| #176                                | 2025年1月10日                       | 0:40 – 1：10                        | 藤本敏史（FUJIWARA)                           | ベッキー | 木村 悠里                                     |                                               |  |
| #177                                | 2025年1月17日                       | 0:25 – 0：55                        | 藤本敏史（FUJIWARA)                           | ベッキー、山之内すず                                                                                         | 木村 悠里                                     |                                               |  |
| #178                                | 2025年1月24日                       | 0:25 – 0：55                        | 藤本敏史（FUJIWARA)                           | ベッキー、山之内すず、春とヒコーキ                                                                           | 木村 悠里                                     |                                               |  |
| #179                                | 2025年1月31日                       | 0:25 – 0：55                        | 藤本敏史（FUJIWARA)                           | ベッキー、山之内すず、春とヒコーキ                                                                           | 木村 悠里                                     |                                               |  |
| #180                                | 2025年2月7日                        | 0:25 – 0：55                        | 鈴木拓（ドランクドラゴン)                     | ママタルト、                                                                                                 | 木村 悠里                                     |                                               |  |
| #181                                | 2025年2月14日                       | 0:25 – 0：55                        | 鈴木拓（ドランクドラゴン)                     | ママタルト、松丸友紀                                                                                         | 木村 悠里                                     |                                               |  |
| #182                                | 2025年2月21日                       | 0:25 – 0：55                        | 千原ジュニアのヘベレケ傑作選として#73を再放送 | 千原ジュニアのヘベレケ傑作選として#73を再放送                                                                | 千原ジュニアのヘベレケ傑作選として#73を再放送 | 千原ジュニアのヘベレケ傑作選として#73を再放送 |  |
| #183                                | 2025年2月28日                       | 0:25 – 0：55                        | 千原ジュニアのヘベレケ傑作選として#77を再放送 | 千原ジュニアのヘベレケ傑作選として#77を再放送                                                                | 千原ジュニアのヘベレケ傑作選として#77を再放送 | 千原ジュニアのヘベレケ傑作選として#77を再放送 |  |
| #184                                | 2025年3月7日                        | 0:30 – 1:00                         | 山添寛（相席スタート）                        | 国崎和也（ランジャタイ）                                                                                     | 木村 悠里                                     |                                               |  |
| #185                                | 2025年3月14日                       | 0:25 – 0：55                        | 山添寛（相席スタート）                        | ランジャタイ）、みりちゃむ                                                                                   | 木村 悠里                                     |                                               |  |
| #186                                | 2025年3月21日                       | 0:25 – 0：55                        | 山添寛（相席スタート）                        | ランジャタイ）、みりちゃむ、ケント・モリ                                                                     | 木村 悠里                                     |                                               |  |
| #187                                | 2025年3月28日                       | 0:25 – 0：55                        | 山添寛（相席スタート）                        | ランジャタイ）、みりちゃむ、ケント・モリ                                                                     | 木村 悠里                                     |                                               |  |
| #188                                | 2025年4月4日                        | 0:15 – 0:45                         | 井口浩之（ウエストランド）                    | 紅しょうが                                                                                                   | 木村 悠里                                     |                                               |  |
| #189                                | 2025年4月5日（土）                  | 23:40 – 翌0：35                     | ふかわりょう                                  | 三村マサカズ（さまぁ〜ず)、ゆうちゃみ、竹中直人                                                              | 木村 悠里                                     | （全国ネット）                                |  |
| #190                                | 2025年4月11日                       | 0:15 – 0：45                        | 井口浩之（ウエストランド）                    | 紅しょうが、大家志津香、                                                                                     | 木村 悠里                                     |                                               |  |
| #191                                | 2025年4月18日                       | 0:15 – 0：45                        | 井口浩之（ウエストランド）                    | 紅しょうが、大家志津香、ネコニスズ                                                                           | 木村 悠里                                     |                                               |  |
| #192                                | 2025年4月25日                       | 0:30 – 1：00                        | 井口浩之（ウエストランド）                    | 紅しょうが、大家志津香、ネコニスズ                                                                           | 木村 悠里                                     |                                               |  |
| #193                                | 2025年5月2日                        | 0:15 – 0：45                        | 狩野英孝                                      | ジャングルポケット 、                                                                                        | 木村 悠里                                     |                                               |  |
| #194                                | 2025年5月9日                        | 0:15 – 0：45                        | 狩野英孝                                      | ジャングルポケット、剛力彩芽                                                                                 | 木村 悠里                                     |                                               |  |
| #195                                | 2025年5月16日                       | 0:15 – 0：45                        | 狩野英孝                                      | ジャングルポケット、剛力彩芽、おいでやす小田                                                                 | 木村 悠里                                     |                                               |  |
| #196                                | 2025年5月23日                       | 0:15 – 0：45                        | 狩野英孝                                      | ジャングルポケット、剛力彩芽、おいでやす小田                                                                 | 木村 悠里                                     |                                               |  |
| #197                                | 2025年6月6日                        | 0:15 – 0：45                        | お見送り芸人しんいち                          | 小杉竜一（ブラックマヨネーズ）、                                                                             | 木村 悠里                                     |                                               |  |
| #198                                | 2025年6月13日                       | 0:15 – 0：45                        | お見送り芸人しんいち                          | 小杉竜一（ブラックマヨネーズ）、箕輪はるか（ハリセンボン ）                                                  | 木村 悠里                                     |                                               |  |
| #199                                | 2025年6月20日                       | 0:15 – 0：45                        | お見送り芸人しんいち                          | 小杉竜一（ブラックマヨネーズ）、箕輪はるか（ハリセンボン）、友田オレ                                         | 木村 悠里                                     |                                               |  |
| #200                                | 2025年6月27日                       | 0:15 – 0：45                        | お見送り芸人しんいち                          | 小杉竜一（ブラックマヨネーズ）、箕輪はるか（ハリセンボン）、友田オレ                                         | 木村 悠里                                     |                                               |  |
| #201                                | 2025年7月4日                        | 0:15 – 0：45                        | 井戸田潤（スピードワゴン）                    | ぺこぱ | 木村 悠里                                     |                                               |  |
| #202                                | 2025年7月11日                       | 0:30 – 1：00                        | 井戸田潤（スピードワゴン）                    | ぺこぱ、くわばたりえ（クワバタオハラ）、                                                                     | 木村 悠里                                     |                                               |  |
| #203                                | 2025年7月18日                       | 0:35 – 1：05                        | 井戸田潤（スピードワゴン）                    | ぺこぱ、くわばたりえ（クワバタオハラ）、松木安太郎                                                           | 木村 悠里                                     |                                               |  |
| #204                                | 2025年7月25日                       | 0:15 – 0：45                        | 井戸田潤（スピードワゴン）                    | ぺこぱ、くわばたりえ（クワバタオハラ）、松木安太郎                                                           | 木村 悠里                                     |                                               |  |
| #205                                | 2025年8月8日                        | 0:15 – 0：45                        | 蓮見翔（ダウ90000）                           | ヒコロヒー、                                                                                                 | 木村 悠里                                     |                                               |  |
| #206                                | 2025年8月15日                       | 0:15 – 0：45                        | 蓮見翔（ダウ90000）                           | ヒコロヒー、村上佳菜子                                                                                       | 木村 悠里                                     |                                               |  |
| #207                                | 2025年8月22日                       | 0:15 – 0：45                        | 蓮見翔（ダウ90000）                           | ヒコロヒー、村上佳菜子                                                                                       | 木村 悠里                                     |                                               |  |
| #200                                | 2025年8月28日                       | 0:15 – 0：45                        | 蓮見翔（ダウ90000）                           | ヒコロヒー、村上佳菜子                                                                                       | 木村 悠里                                     |                                               |  |

## スタッフ
ジュニア版第5回（2014年7月18日放送分）
- ナレーション：武裕美（東海テレビアナウンサー、#1、#3–）
- 構成：やすけいいち、下田雄大
- 撮影：市原泰則、西山和男、加藤千騎（#2、#5）
- 音声：近田和弘（#3–）、下古谷美勇士
- 編集：林芳宗（#1、#3–）、最上昌哉（#1、#2、#4–）
- MA：大木久雄
- 音効：藤野竜揮
- 協力：スクラッチ、イマジカ
- 編成：村野直子（東海テレビ）
- セールスプランナー：木村貴雄（東海テレビ）
- デスク：清水雅子（東海テレビ）
- アシスタントディレクター：石尾彰弘
- ディレクター：鷹中亮介（K-max）
- プロデューサー：志水大介（K-max）
- チーフプロデューサー：戸松準（東海テレビ）
- 制作協力：ケイマックス
- 制作著作：東海テレビ

### 過去のスタッフ
- ナレーション：関根和歌香（当時東海テレビアナウンサー、#2）
- 音声：白川有紀（#1、#4）、稲葉達也（#2）
- 編集：比留間映介（#2）
- 編成：竹田太郎（東海テレビ、#1）・石原正通（東海テレビ、#2 – #4）
- アシスタントディレクター：碧山莉那（#2 – #4）

## インターネット配信
| 配信元 | 更新日時              | 配信期間              | 備考           |
| ------ | --------------------- | --------------------- | -------------- |
| U-NEXT | 2018年6月以降の過去分 | 2018年6月以降の過去分 | 見放題有料視聴 |